# 기타큐슈 시립 마쓰모토 세이초 기념관
기타큐슈 시립 마쓰모토 세이초 기념관(北九州市立松本清張記念館)은 일본 후쿠오카현 기타큐슈시 고쿠라키타구에 있는 작가 마쓰모토 세이초의 생애와 업적에 관련된 전시를 하고 있는 문학관이다.

## 같이 보기
- 고쿠라성